# Pumasillo
El Pumasillo, també anomenat Sacsarayoc , és una muntanya de la serralada de Vilcabamba, al Perú. Es troba al departament de Cusco, a la província de La Convención. Consta de diversos cims, sent els més alts el Pumasillo Oest amb 5.991 msnm o 6.070 msnm segons les fonts i l'Est, amb 5.887 msnm.
La primera ascensió va tenir lloc el 1957 per Michael Gravina i Simon Clark, membres de la Cambridge Andean expedition britànica, per l'aresta Oest.